# Кубок Шотландії з футболу 1874—1875
Кубок Шотландії з футболу 1874–1875 — 2-й розіграш кубкового футбольного турніру у Шотландії. Титул вдруге поспіль здобув Квінз Парк.

## Перший раунд
Команда Стандарт пройшла до наступного раунду після жеребкування.
| Команда 1                     | Рахунок | Команда 2            |
| ----------------------------- | ------- | -------------------- |
| Рентон                        | +:-     | Блісвуд              |
| Роверс                        | +:-     | Гамільтон Академікал |
| 10 жовтня 1874                |         |                      |
| Рейнджерс                     | 2:0     | Оксфорд              |
| 17 жовтня 1874                |         |                      |
| Дамбартон                     | 3:0     | Артурлі              |
| Істерн                        | 3:0     | Твенті Терд Рінфрю   |
| Геленсбург                    | 3:0     | Терд Единбург        |
| Кілмарнок                     | 4:0     | Вейл оф Левен Роверс |
| Терд Ланарк                   | 0:0     | Баррхед              |
| 24 жовтня 1874                |         |                      |
| Клайдсдейл                    | 0:0*    | Вейл оф Левен        |
| Дамбрек                       | 5:1     | Александра Атлетік   |
| Квінз Парк                    | 1:0     | Вестерн              |
| Вест Енд                      | 3:0     | Стар оф Левен        |
| 24 жовтня 1874 (перегравання) |         |                      |
| Баррхед                       | 0:1     | Терд Ланарк          |

* - команда Вейл оф Левен знялась з турніру до матчу-перегравання.

## Другий раунд
Команда Роверс пройшла до наступного раунду після жеребкування.
| Команда 1                        | Рахунок | Команда 2   |
| -------------------------------- | ------- | ----------- |
| 14 листопада 1874                |         |             |
| Рейнджерс                        | 0:0     | Дамбартон   |
| 21 листопада 1874                |         |             |
| Рентон                           | 2:0     | Геленсбург  |
| Клайдсдейл                       | 2:0     | Дамбрек     |
| Істерн                           | 3:0     | Кілмарнок   |
| Квінз Парк                       | 7:0     | Вест Енд    |
| Стандарт                         | 0:0     | Терд Ланарк |
| 28 листопада 1874 (перегравання) |         |             |
| Дамбартон                        | 1:0     | Рейнджерс   |
| Терд Ланарк                      | 2:0     | Стандарт    |

## Чвертьфінали
Команда Клайдсдейл пройшла до наступного раунду після жеребкування.
| Команда 1      | Рахунок | Команда 2   |
| -------------- | ------- | ----------- |
| Квінз Парк     | +:-     | Роверс      |
| 26 грудня 1874 |         |             |
| Дамбартон      | 1:0     | Терд Ланарк |
| Рентон         | 1:0     | Істерн      |

## Півфінали
| Команда 1                      | Рахунок | Команда 2  |
| ------------------------------ | ------- | ---------- |
| 6 березня 1875                 |         |            |
| Дамбартон                      | 0:0     | Рентон     |
| 13 березня 1875 (перегравання) |         |            |
| Дамбартон                      | 0:1     | Рентон     |
| 20 березня 1875                |         |            |
| Квінз Парк                     | 0:0     | Клайдсдейл |
| 27 березня 1875 (перегравання) |         |            |
| Квінз Парк                     | 2:2     | Клайдсдейл |
| 3 квітня 1875 (перегравання)   |         |            |
| Квінз Парк                     | 1:0     | Клайдсдейл |

## Фінал
| 10 квітня 1875 |

| Квінз Парк                                | 3:0 | Рентон |
| ----------------------------------------- | --- | ------ |
| А.Маккіннон 55' Хайєт 70' В.Маккіннон 75' |     |        |

| Гемпден-Парк, Глазго Глядачів: 7 000 Арбітр: Е.Кемпбелл |